# Saelred van Essex
Saelred was van 709 tot 746 koning van Essex
Voor een deel van zijn regering regeerde hij waarschijnlijk samen met Swaefbert, die, naar wordt gespeculeerd, mogelijk het subkoninkrijk Middlesex onder zijn hoede had. Zijn jaar van overlijden staat vermeld in de Angelsaksische kroniek, maar de omstandigheden worden niet vermeld.
Saelred werd opgevolgd door Swithred, kleinzoon van Sigeheard. Zijn eigen zoon Sigeric volgde Swithred op.
Net als zijn voorgangers was Saelred geen onafhankelijke heerser, maar afhankelijk van het koninkrijk Mercia.